# 中峰區
中峰區為台灣戰後時期臺中縣短暫存在的一個縣轄區。

## 歷史
- 1945年中華民國政府接收日本台灣總督府轄區後，仍沿用日治時期五州三廳制，將州廳直接改為縣，州廳下轄郡改為區署，郡下轄的街、庄改為鎮與鄉，而郡下轄的蕃地改制為山地鄉。
- 1949年3月，東勢區和平鄉、玉山區信義鄉及能高區仁愛鄉等山地鄉獨立出原縣轄區，增設中峰區管轄。
- 1950年台灣行政區劃調整，原臺中縣、彰化市合併劃分為臺中、彰化、南投三縣，彰化市降為縣轄市；同時廢除區署制度，中峰區至此走入歷史。